# Ascidia austera
Ascidia austera är en sjöpungsart som beskrevs av Sluiter 1904. Ascidia austera ingår i släktet Ascidia och familjen Ascidiidae. Inga underarter finns listade i Catalogue of Life.